# Пентаплатинасамарий
Пентаплатинасамарий — бинарное неорганическое соединение
платины и самария
с формулой SmPt5,
кристаллы.

## Получение
- Сплавление стехиометрических количеств чистых веществ:

{\displaystyle {\mathsf {5Pt+Sm\ {\xrightarrow {1770^{o}C}}\ SmPt_{5}}}}

## Физические свойства
Пентаплатинасамарий образует кристаллы
ромбической сингонии,

параметры ячейки a = 0,530 нм, b = 0,911 нм, c = 2,642 нм,
.
Соединение образуется по перитектической реакции при температуре ≈1770°С.